# Batrachomyia nigritarsis
Batrachomyia nigritarsis är en tvåvingeart som beskrevs av Frederick Askew Skuse 1889. Batrachomyia nigritarsis ingår i släktet Batrachomyia och familjen fritflugor. Inga underarter finns listade i Catalogue of Life.